# Rocket Internet
Rocket Internet SE es una empresa de internet alemana fundada en el año 2007 en Berlín por los Hermanos Samwer. La empresa se dedica a construir startups en línea y es propretaria de varias acciones en varias empresas tecnológicas de internet, entre ellas, Spotcap, Dafiti, Foodpanda/Hellofood/Delivery Hero, Lamoda, Linio, La Nevera Roja y Zalora.[cita requerida] En 2012 puso el capital inicial para la fundación de Jumia, la cual en 2016 se convertiría en el primer unicornio de África.
Desde octubre de 2014, la compañía está listada en la Entry Standard en la Bolsa de Fráncfort.

## Descripción
El modelo de negocio de la empresa se basa en la adaptación de las ideas que triunfan en Internet, normalmente provenientes de EE. UU. (por ejemplo Groupon), y replicarlas en otros países como Alemania (por ejemplo CityDeal). Consecuentemente, las páginas webs desarrolladas son normalmente adquiridas por la empresa original (Groupon adquirió CityDeal en 2010).
Rocket Internet utiliza una estrategia de RR. HH. dirigida a contratar ejecutivos con MBA como fundadores y directores generales de sus negocios. La mayoría de estas personas han adquirido previamente experiencia trabajando en bancos multinacionales empresas de consultoría. Según Rocket Internet, el proceso de lanzamiento de sus empresas tarda menos de 100 días, con el objetivo de que la compañía establezca equipos de apoyo locales a nivel internacional en los siguientes 100 días. La combinación entre la experiencia los empleados y la administración junto con la copia de exitosos negocios en línea permite que Rocket Internet se posicione en segunda o tercera posición dentro de cada respectivo mercado (donde lidera la empresa original).
Rocket Internet ha operado las empresas de e-commerce Zalando y opera Jabong en India, Lamoda.ru en Rusia, The Iconic en Australia, Daraz.pk in Pakistán y Lendico, plataforma de préstamos entre particulares, actualmente en expansión internacional.  Sus propias empresas incluyen CityDeal, la cual fue adquirida por Groupon por US$126M, Cuponation con la que se está instaurando el mercado de los cupones de descuento en España, Wimdu que obtuvo un beneficio del US$90M y Alando, la cual fue adquirida por eBay por US$50M.